# 山田智美
山田 智美（やまだ ともみ）は、名古屋タレントビューローの所属のタレントである。新潟県新潟市出身。常滑競艇レース中継でのリポーター・展望番組を多く担当し、2006年から2009年まで東海ラジオ放送のレポートドライバー（飛び込みマイク ほか）を務めた。2009年1月東海ラジオアナウンサー・吉川秀樹と結婚。